# (6326) Idamiyoshi
(6326) Idamiyoshi (1991 FJ1) – planetoida z pasa głównego asteroid okrążająca Słońce w ciągu 4,39 lat w średniej odległości 2,68 j.a. Odkryta 18 marca 1991 roku.